# 2024年夏季奧林匹克運動會諾魯代表團
2024年夏季奥林匹克运动会瑙鲁代表团是瑙鲁所派出的2024年夏季奥林匹克运动会代表团。这是该国第八次参加夏季奥运。

## 田径
瑙鲁有一名田径运动员获外卡邀请，得以参加奥运。
注
- 径赛运动员的预赛、第一轮、复活赛和半决赛排名是该运动员所在小组的排名，而非总排名
- 田赛以及全能项目田赛部分的所有成绩均以（m）为单位
- Q = 直接晋级至下一轮
- q = 径赛：因在所有未直接晋级选手中成绩靠前而获得剩下的晋级名额；田赛：未达到晋级标准成绩但总排名靠前

径赛和公路赛
| 运动员          | 项目        | 预赛  | 预赛 | 第一轮 | 第一轮 | 半决赛 | 半决赛 | 决赛   | 决赛   |
| 运动员          | 项目        | 成绩  | 排名 | 成绩   | 排名   | 成绩   | 排名   | 成绩   | 排名   |
| --------------- | ----------- | ----- | ---- | ------ | ------ | ------ | ------ | ------ | ------ |
| Winzar Kakiouea | 男子100公尺 | 11.15 | 5    | 未晉級 | 未晉級 | 未晉級 | 未晉級 | 未晉級 | 未晉級 |